# Franck Pourcel
Franck Pourcel (n. 14 august 1913, Marsilia, Franța – d. 12 noiembrie 2000, Neuilly-sur-Seine, Île-de-France, Franța) a fost un dirijor și compozitor  francez.